# 聂荣臻元帅陈列馆
聂荣臻元帅陈列馆（英語：Nie Rongzhen Memorial）是位于中华人民共和国重庆江津区的一座以纪念聂荣臻元帅为主题的纪念馆。是全国爱国主义教育示范基地、全国科普教育基地、国家国防教育基地、全国社会科学普及教育基地、国家AAAA级旅游景区、国家二级博物馆。

## 历史
1992年，聂荣臻在北京逝世。
1999年建成开馆，2008年起免费对外开放。

## 场馆内容
位于重庆江津区几江街道鼎山大道3-5号，毗邻江津中学，由江泽民题写馆名。管护面积450亩，包括聂荣臻故居。
聂荣臻元帅陈列馆内展出文物、图片共3000余件（张），馆藏聂荣臻元帅全宗档案38册，各种文献资料400余份，文物200余件，藏书近10000册，江泽民等党和国家领导人题词及社会名家颂扬聂帅的书画近600幅，还配备储有聂荣臻元帅音像、图片、文字资料的多媒体电脑触摸屏和国防科技产品实物和电动模型。
陈列馆前有一座站立的聂荣臻雕塑。瞻仰大厅立有一座聂荣臻晚年时期的汉白玉坐像，其后有江泽民题词“聂荣臻同志永远和我们在一起”。陈列展览大厅采用雕塑、油画等艺术形式和声光电技术，分“立志报国”“开国元勋”“科技主帅”“新的长征”“风范长存”五个部分介绍聂荣臻的一生。

## 营业时间
- 周二至周日：上午九点至下午五点
- 周一闭馆